# جنا اوشکوویتس
جنا اوشکوویتس (انگلیسی: Jenna Ushkowitz؛ زادهٔ ۲۸ آوریل ۱۹۸۶) یک خواننده، و هنرپیشه اهل ایالات متحده آمریکا است. وی از سال ۱۹۸۹ میلادی تاکنون مشغول فعالیت بوده‌است.